# جووانی گوتزی
جووانی گوتزی (ایتالیایی: Giovanni Gozzi; ۱۹ اکتبر ۱۹۰۲ – ۱۱ اوت ۱۹۷۶) کشتی‌گیر فرنگی اهل ایتالیا بود.
وی در مسابقات کشوری و بین‌المللی در مجموع برندهٔ ۱ مدال طلا، ۱ مدال برنز شده‌است.